# 稲羽町立更木小学校
稲羽町立更木小学校 （いなはりつ さらきしょうがっこう）は、かつて岐阜県稲葉郡稲羽町（現・各務原市）に存在した公立小学校。

## 概要
- 現在の各務原市南部に該当する稲羽町の北部（旧・稲葉郡更木村）の小学校であった。
- 1963年、各務原市発足と同時に敬恪小学校と統合し、稲羽西小学校の新設により廃校。
- 旧・更木村役場に隣接していた。跡地は更木保育所、稲羽西福祉センターになっている。

## 沿革
更木小学校は、1893年に敬恪尋常小学校から分立し、開校した学校である。ここではそれ以前についても記述する。
- 1873年（明治6年）5月 - 羽栗郡・各務郡の15ケ村 [注釈 2]が共同で、下中屋村に敬恪義校を開校する。
- 1886年（明治19年） - 敬恪尋常小学校と改称する。
- 1893年（明治26年）3月 - 各務郡の上戸村、大野村、小佐野村、三井村が敬恪尋常小学校から離脱し、組合を結成。組合立小佐野尋常小学校が開校。
- 1897年（明治30年）4月1日 - 上戸村、大野村、小佐野村、三井村が合併し、更木村が発足。同時に更木尋常小学校に改称する。
- 1898年（明治31年） - 農業補習学校を併設。
- 1917年（大正6年） - 更木尋常高等小学校に改称する。
- 1926年（大正15年） - 青年訓練所、縫製補習学校を併設。
- 1935年（昭和10年） - 農業青年学校を併設。
- 1941年（昭和16年）4月1日 - 更木国民学校に改称する。
- 1947年（昭和22年）4月1日 - 更木村立更木小学校に改称する。
- 1955年（昭和30年）2月11日 - 羽島郡中屋村、稲葉郡更木村、前宮村の3村が合併し、稲羽町が発足。同時に稲羽町立更木小学校に改称する。
- 1963年（昭和38年）4月1日 -
  - 稲葉郡那加町、稲羽町、鵜沼町、蘇原町が合併し、各務原市が発足。
  - 敬恪小学校と統合し、稲羽西小学校の新設により廃校。